# Zatín
Zatín (ungarisch Zétény) ist eine Gemeinde im Osten der Slowakei mit 727 Einwohnern (Stand 31. Dezember 2024), die zum Okres Trebišov, einem Kreis des Košický kraj, gehört. Sie ist Teil der traditionellen Landschaft Zemplín.

## Geographie
Die Gemeinde befindet sich im Südteil des Ostslowakischen Tieflands, in der Landschaft Medzibodrožie (ungarisch Bodrogköz). Durch Ort passiert der einstige Verlauf des Flüsschens Tice mit etlichen Altarmen, während im Norden die Latorica mit Auböden und Auwäldern vorbeifließt. Das Ortszentrum liegt auf einer Höhe von 100 m n.m. und ist 10 Kilometer von Kráľovský Chlmec sowie 50 Kilometer von Trebišov entfernt.
Nachbargemeinden sind Oborín im Norden, Boľ im Osten, Vojka im Süden, Svinice, Rad und Svätá Mária im Südwesten und erneut Oborín im Westen.

## Geschichte
Zatín wurde zum ersten Mal 1233 als Zeten (nach anderen Quellen als Izdethen) schriftlich erwähnt. Im Jahr 1391 war das Dorf ein Besitz des niederen Adels und wechselte häufig im Verlaufe der Jahrhunderte seine Besitzer. 1557 wurden hier zwei Porta verzeichnet. Vom 17. bis zum 19. Jahrhundert das Dorf Gut der Familie Klobusiczky, die auch ein Landschloss im Ort hatte. 1787 hatte die Ortschaft 64 Häuser und 479 Einwohner, 1828 zählte man 90 Häuser und 698 Einwohner, die als Fischer und Landwirte (insb. Flachs- und Zuckerrübenanbau) beschäftigt waren.
Bis 1918/1919 gehörte der im Komitat Semplin liegende Ort zum Königreich Ungarn und kam danach zur Tschechoslowakei beziehungsweise heute Slowakei. Auf Grund des Ersten Wiener Schiedsspruchs war er 1938–1944 noch einmal Teil Ungarns.

## Bevölkerung
| Jahr                | 1994 | 2004    | 2014    | 2024     |
| ------------------- | ---- | ------- | ------- | -------- |
| Anzahl der Personen | 797  | 787     | 810     | 727      |
| Unterschied         |      | −1,25 % | +2,92 % | −10,24 % |

| Jahr                | 2023 | 2024    |
| ------------------- | ---- | ------- |
| Anzahl der Personen | 726  | 727     |
| Unterschied         |      | +0,13 % |

Nach der Volkszählung 2011 wohnten in Zatín 823 Einwohner, davon 670 Magyaren, 122 Slowaken, 13 Roma, vier Ukrainer, zwei Tschechen und ein Deutscher. 11 Einwohner machten keine Angabe zur Ethnie.
520 Einwohner bekannten sich zur römisch-katholischen Kirche, 90 Einwohner zur reformierten Kirche, 69 Einwohner zur griechisch-katholischen Kirche, 32 Einwohner zu den Zeugen Jehovas und zwei Einwohner zur Evangelischen Kirche A. B. 84 Einwohner waren konfessionslos und bei 26 Einwohnern wurde die Konfession nicht ermittelt.

## Bauwerke
- römisch-katholische Stephanskirche aus dem 14. Jahrhundert, ursprünglich gotisch, später umgebaut
- moderne reformierte Kirche